# Cercis chuniana
Cercis chuniana är en ärtväxtart som beskrevs av Franklin Post Metcalf. Cercis chuniana ingår i släktet Cercis och familjen ärtväxter. Inga underarter finns listade i Catalogue of Life.